# Безруков Артем Олексійович
Артем Олексійович Безруков (рос. Артём Алексеевич Безруков; 1 серпня 1982, м. Іжевськ, СРСР) — російський хокеїст, захисник. Виступає за «Рубін» (Тюмень) у Вищій хокейній лізі.
Вихованець хокейної школи «Металург» (Магнітогорськ). Виступав за «Металург» (Сєров), ЦСК ВВС (Самара), «Южний Урал» (Орськ), «Іжсталь» (Іжевськ), «Лада» (Тольятті), «Витязь» (Чехов), «Молот-Прикам'я» (Перм).
Досягнення
- Чемпіон ВХЛ (2011).